# Orleniowate
Orleniowate (Myliobatidae) – rodzina morskich ryb chrzęstnoszkieletowych zaliczana do rzędu orleniokształtnych (Myliobatiformes).

## Zasięg występowania
Występują w ciepłych wodach oceanicznych (Ocean Atlantycki, Ocean Indyjski i Ocean Spokojny), zwykle w strefie pelagialnej oraz w pobliżu raf koralowych.

## Cechy charakterystyczne
Ciało silnie grzbietobrzusznie spłaszczone. Szerokie, silnie umięśnione płetwy piersiowe tworzą w obrysie kształt zbliżony do rombu. Głowa wyraźnie wyodrębniona. Bardzo długi ogon wyposażony w ząbkowany kolec jadowy, mniejszy niż u ogończowatych. Mała, pojedyncza płetwa grzbietowa położona u nasady ogona. Grzbiet jasnobrązowy lub żółtawy.
Orleniowate są rybami żyworodnymi. Młode rodzą się zawinięte we własne skrzydła. Ich kolce w czasie porodu są elastyczne i osłonięte skórną pochewką.

## Tryb życia
Orleniowate unoszą się w toni wodnej poruszając silnie umięśnionymi płetwami piersiowymi podobnie jak ptaki w locie poruszają skrzydłami. Zęby orleni przystosowane do miażdżenia twardych osłon skorupiaków pozwalają im pobierać różnorodny pokarm. Podobnie jak manty, orlenie lubią wyskakiwać ponad powierzchnię wody.

## Klasyfikacja
Rodzaje zaliczane do tej rodziny:
- Aetomylaeus Garman, 1908
- Myliobatis Cuvier, 1816